# Croton glandulosepalus
Croton glandulosepalus là một loài thực vật có hoa trong họ Đại kích. Loài này được Millsp. mô tả khoa học đầu tiên năm 1916.